# Beuzeville-sur-le-Vey
Pour les articles homonymes, voir Beuzeville.
Pour un article plus général, voir Les Veys.
Beuzeville-sur-le-Vey est une ancienne commune de la Manche.

## Toponymie
Les formes les plus anciennes de la localité sont : Beuzevilla, Bensevilla en 1332,  Beusevilla supra Vada en 1350-1361.
Signification : le « domaine de Boso », nom de personne d'origine germanique, racine bos (mauvais, méchant).
Le déterminant -sur-le-Vey fait référence à la baie des Veys près de laquelle l'agglomération se trouve, et dont le nom est issu de l'ancien normand vei, vey, vé, forme dialectale normano-picarde du français gué (voir Les Veys). Plus précisément, la forme singulière -sur-le-Vey évoque le Petit Vey, gué sur la Vire près duquel l'ancienne paroisse était située.

## Histoire
Au XVIe siècle, Beuzeville-sur-le-Vey était réputée pour ses pommes à cidre, comme l'atteste Julien du Paulmier, auteur d'un Traité du vin et du sidre en 1589 : « Les meilleurs sidres de la Normandie se trouvent en Costentin, & en premier lieu à Beuzeville sur le Vé, chez le sieur duquel lieu se trouvent Chevalier, pomme rayee de rouge, grosse comme un œuf ou plus, aigrette comme Passe-pomme : mais plus succulente, de couleur un peu vermeille au dedans. Le pommier est moyen, & de menu bois. »
La commune fait partie du canton de Montmartin-en-Graignes avant d'intégrer celui de Carentan en 1801.
En 1837, Beuzeville-sur-le-Vey fusionne avec Auville-sur-le-Vey pour former la nouvelle commune des Veys.
À partir de la fusion de Beuzeville-sur-le-Vey avec Auville-sur-le-Vey, le nom de Beuzeville ne figure plus que très rarement sur les cartes. Il en a aujourd'hui totalement disparu, et correspond au hameau de l'Église aux Veys sur la carte IGN.